# 刘基余
刘基余（1936年—），男，湖南浏阳人，中国卫星导航与测绘技术专家，曾任武汉测绘科技大学教授、博士生导师。